# Bataille de Gemauerthof
Grande guerre du Nord
Batailles
- Riga I
- Narva I
- Daugava
- Rauge
- Erastfer
- Kliszów
- Hummelshof
- Nöteborg
- Saladen
- Pułtusk
- Jēkabpils
- Narva II
- Poznań
- Punitz
- Gemauerthof
- Varsovie
- Hrodna
- Fraustadt
- Kletsk
- Kalisz
- Holowczyn
- Malatitze
- Lesnaya
- Poltava
- Perevolochna
- Helsingborg
- Viborg
- Riga II
- Baie de Køge
- Fladestrand
- Gadebusch
- Bender
- Pälkäne
- Storkyro
- Hangö Oud
- Fehmarn Bält
- Rügen
- Kristiania (Oslo)
- Stralsund
- Dynekilen
- Osel
- Stäket
- Grengam

La bataille de Gemauerthof se déroule le 26 juillet 1705 dans le cadre de la grande guerre du Nord et oppose une armée suédoise, commandée par Adam Ludwig Lewenhaupt, à une armée russe, commandée par Boris Cheremetiev, à 80 km au sud-ouest de Riga. Les Suédois attaquent une armée russe supérieure en nombre et sont repoussés sur leur flanc droit, alors que sur la gauche, leur cavalerie brise les lignes russes. La cavalerie russe fuit le combat, abandonnant son infanterie, qui se fait alors tailler en pièces par les Suédois. Cependant, cette victoire suédoise n'a aucune conséquence sur le plan stratégique car elle n'empêche pas les Russes de se rendre maîtres de la Courlande le mois suivant.